# Unione Sportiva Salernitana 1947-1948
Questa pagina raccoglie i dati riguardanti l'Unione Sportiva Salernitana nelle competizioni ufficiali della stagione 1947-1948.

## Stagione
L'esordio assoluto in Serie A avvenne nell'unico torneo con 21 squadre, fatto imputabile al ripescaggio della Triestina: l'organico in numero dispari comportò un doppio riposo stagionale a testa, il primo dei quali toccato proprio agli uomini di Viani. Il debutto recò quindi la data del 21 settembre 1947, con una doppietta di Morisco a regolare la Lazio tra le mura amiche.
Soprannominata dalla stampa «Torino del Sud» per l'aspetto cromatico della divisa di gioco e le qualità espresse in campo, la Salernitana era schierata in campo secondo una rivisitazione del classico sistema: con l'incontrista Piccinini (cui venne affidata la maglia numero 9) divenuto il collante tra pacchetto arretrato e batteria offensiva, Buzzegoli fu esentato dai tradizionali compiti di marcatura arretrando a battitore libero. Apparsa temporaneamente in grado di sottrarsi alla retrocessione, la squadra sprofondò in zona pericolante dopo la sconfitta interna riportata contro i sabaudi.

Un'immagine della trasferta capitolina del 27 giugno 1948.

Pur segnalandosi in positivo tra le rivelazioni dell'annata, i campani mancarono d'eludere l'immediato ritorno in B anche a causa della nuova formula varata (resasi necessaria in conseguenza dell'abbuono riconosciuto ai giuliani): da segnalare le affermazioni casalinghe contro le meneghine, col primo torneo in massima divisione archiviato dal successo a scapito dell'Inter il 4 luglio 1948.
La classifica finale registrò un quartultimo posto ex aequo col corregionale Napoli, poi declassato in ultima posizione per illecito. A livello statistico Onorato, Buzzegoli, Dagianti, Vaschetto, Pastori e Piccinini iscrissero i propri nomi nella top ten dei calciatori granata con più presenze in A.

## Divise
| Casa |

## Organigramma societario
Fonte
Area direttiva
- Presidente: Domenico Mattioli
- Segretario: Antonio Pizzi

Area tecnica
- Allenatore: Gipo Viani
- Preparatore Atletico: Domenico Varricchio

Area sanitaria
- Medico Sociale: Gino Bernabò
- Massaggiatore: Angelo Carmando

## Rosa
| N. |                      | Ruolo | Calciatore            |
| -- | -------------------- | ----- | --------------------- |
|    | Italia (bandiera)    | P     | Vittorio Masci        |
|    | Italia (bandiera)    | P     | Mario Gambazza        |
|    | Italia (bandiera)    | P     | Nicola Lombardi       |
|    | Italia (bandiera)    | D     | Silvio Rispoli        |
|    | Italia (bandiera)    | D     | Renato Pastori        |
|    | Italia (bandiera)    | D     | Ivo Buzzegoli         |
|    | Italia (bandiera)    | D     | Cesare Benedetti      |
|    | Italia (bandiera)    | C     | Alberto Piccinini     |
|    | Argentina (bandiera) | C     | José Adolfo Rodríguez |
|    | Italia (bandiera)    | C     | Vittorio Dagianti     |
|    | Italia (bandiera)    | C     | Carmine Jacovazzo     |

| N. |                      | Ruolo | Calciatore           |
| -- | -------------------- | ----- | -------------------- |
|    | Italia (bandiera)    | C     | Renato Tori          |
|    | Argentina (bandiera) | C     | José Carlos Surano   |
|    | Italia (bandiera)    | C     | Renzo Merlin         |
|    | Italia (bandiera)    | A     | Secondo Rossi        |
|    | Argentina (bandiera) | A     | Adalberto Sifredi    |
|    | Italia (bandiera)    | A     | Sebastiano Vaschetto |
|    | Italia (bandiera)    | A     | Elio Onorato         |
|    | Italia (bandiera)    | A     | Silvano Grassi       |
|    | Italia (bandiera)    | A     | Pasquale Morisco     |
|    | Italia (bandiera)    | A     | Vincenzo Margiotta   |
|    | Italia (bandiera)    | A     | Vincenzo Volpe       |

## Calciomercato
| Acquisti | Acquisti              | Acquisti          | Acquisti |
| R.       | Nome                  | da                | Modalità |
| -------- | --------------------- | ----------------- | -------- |
| P        | Vittorio Masci        | Catanzaro         |          |
| P        | Mario Gambazza        | Cremonese         |          |
| D        | Silvio Rispoli        | Scafatese         |          |
| C        | José Adolfo Rodríguez | Independiente     |          |
| C        | José Carlos Surano    | Chacarita Juniors |          |
| A        | Secondo Rossi         | Torrese           |          |
| A        | Adalberto Sifredi     | Independiente     |          |
| A        | Silvano Grassi        | Livorno           |          |

| Cessioni | Cessioni        | Cessioni  | Cessioni      |
| R.       | Nome            | a         | Modalità      |
| -------- | --------------- | --------- | ------------- |
| P        | Vittorio Mosele |           | fine carriera |
| P        | Amedeo Rega     |           |               |
| D        | Fernando Lomi   |           | fine carriera |
| C        | Antonio Valese  | Torrese   |               |
| C        | Vincenzo Voccia | Scafatese |               |
| A        | Lelio Colaneri  |           | fine carriera |
| A        | Oliviero Zega   | Roma      |               |

## Risultati

### Serie A[27]

#### Girone di andata
| Arbitro: | Bertolio (Torino) |

|                  |           |  |
| Morisco 35’, 79’ | Marcatori |  |

| Arbitro: | Zelocchi (Modena) |

|                         |           |  |
| Grosso 37’ Sperotto 68’ | Marcatori |  |

| Trieste 5 ottobre 1947 4ª giornata | Triestina        | 0 – 0 referto | Salernitana | Stadio Comunale\| Arbitro: \| Silvano (Torino) \| |
| Arbitro:                           | Silvano (Torino) |               |             |                                                   |

| Arbitro: | Boffardi (Genova) |

|                                                       |           |                        |
| Rossi 7’, 60’ Onorato 51’ Vaschetto 89’ Margiotta 90’ | Marcatori | 2’ Roffi 36’ Michelini |

| Bari 19 ottobre 1947 6ª giornata | Bari            | 0 – 0 referto | Salernitana | Stadio della Vittoria\| Arbitro: \| Cambi (Livorno) \| |
| Arbitro:                         | Cambi (Livorno) |               |             |                                                        |

| Arbitro: | Vannini (Roma) |

|            |           |  |
| Eliani 82’ | Marcatori |  |

| Arbitro: | Zelocchi (Modena) |

|                                                |           |                                    |
| Onorato 51’ Buzzegoli 59’ (rig.) Vaschetto 86’ | Marcatori | 21’ Barbieri 32’, 89’ Di Benedetti |

| Arbitro: | Galeati (Bologna) |

|                                                               |           |               |
| Gabetto 8’ Loik 12’, 53’, 68’ Menti 32’ Grezar 70’ Fabian 87’ | Marcatori | 41’ Vaschetto |

| Bergamo 23 novembre 1947 10ª giornata | Atalanta      | 0 – 0 referto | Salernitana | Stadio Comunale\| Arbitro: \| Massai (Pisa) \| |
| Arbitro:                              | Massai (Pisa) |               |             |                                                |

| Arbitro: | Pera (Firenze) |

|               |           |  |
| Buzzegoli 44’ | Marcatori |  |

| Arbitro: | Bertolio (Torino) |

|            |           |  |
| Molina 45’ | Marcatori |  |

| Arbitro: | Savio (Torino) |

|                           |           |             |
| Morisco 30’ Vaschetto 46’ | Marcatori | 60’ Baldini |

| Arbitro: | Bergomi (Milano) |

|                                   |           |  |
| Coscia 24’, 39’ (rig.) Sotgiu 41’ | Marcatori |  |

| Arbitro: | Bernardi (Bologna) |

|                                          |           |               |
| Rossi 17’ Margiotta 20’, 90’ Onorato 56’ | Marcatori | 75’ Brighenti |

| Arbitro: | Zilli (Reggio Emilia) |

|                                |           |                                                        |
| Morisco 2’ Buzzegoli 7’ (rig.) | Marcatori | 11’ (aut.) Benedetti 24’ De Vito 78’ Gimona 84’ Tieghi |

| Arbitro: | Parpaiola (Padova) |

|                            |           |  |
| Carapellese 49’ Degano 82’ | Marcatori |  |

| Salerno 18 gennaio 1948 18ª giornata | Salernitana      | 0 – 0 referto | Juventus | Stadio Comunale\| Arbitro: \| Carpani (Milano) \| |
| Arbitro:                             | Carpani (Milano) |               |          |                                                   |

| Arbitro: | Valsecchi (Milano) |

|                                                       |           |  |
| Arcari 52’ Cappello 65’ Rispoli 74’ (aut.) Gritti 85’ | Marcatori |  |

| Arbitro: | Canavesio (Torino) |

|  |           |             |
|  | Marcatori | 73’ Pesaola |

| Arbitro: | Guarda (Mestre) |

|                           |           |               |
| Quaresima 11’ Lorenzi 43’ | Marcatori | 77’ Vaschetto |

#### Girone di ritorno
| Arbitro: | Parpaiola (Padova) |

|                            |           |             |
| Magrini 10’ Penzo 44’, 86’ | Marcatori | 35’ Onorato |

| Arbitro: | Massai (Pisa) |

|             |           |  |
| Morisco 55’ | Marcatori |  |

| Arbitro: | Camiolo (Milano) |

|                  |           |                                 |
| Sifredi 29’, 51’ | Marcatori | 8’ Tosolini 86’ (aut.) Dagianti |

| Arbitro: | Carpani (Milano) |

|               |           |  |
| Michelini 74’ | Marcatori |  |

| Arbitro: | Scotto (Savona) |

|                      |           |  |
| Buzzegoli 42’ (rig.) | Marcatori |  |

| Arbitro: | Galeati (Bologna) |

|                        |           |  |
| Merlin 51’ Sifredi 65’ | Marcatori |  |

| Napoli 11 aprile 1948 29ª giornata | Napoli         | 0 – 0 referto | Salernitana | Stadio della Liberazione\| Arbitro: \| Savio (Torino) \| |
| Arbitro:                           | Savio (Torino) |               |             |                                                          |

| Arbitro: | Zilli (Reggio Emilia) |

|           |           |                                         |
| Merlin 7’ | Marcatori | 17’, 59’ Gabetto 79’ Ossola 81’ Mazzola |

| Salerno 25 aprile 1948 31ª giornata | Salernitana            | 0 – 0 referto | Atalanta | Stadio Comunale\| Arbitro: \| Poggipollini (Ferrara) \| |
| Arbitro:                            | Poggipollini (Ferrara) |               |          |                                                         |

| Arbitro: | Maglio (Torino) |

|            |           |  |
| Bertoni 6’ | Marcatori |  |

| Arbitro: | Pieri (Trieste) |

|                                                      |           |  |
| Rossi 4’ Merlin 18’, 75’ Buzzegoli 56’ Vaschetto 72’ | Marcatori |  |

| Arbitro: | Cicardi (Lecco) |

|                                                            |           |                                  |
| Baldini 7’, 57’ Bassetto 17’, 63’ Carissimi 30’ Parodi 90’ | Marcatori | 25’ Rossi 38’ Merlin 80’ Onorato |

| Arbitro: | Gemini (Roma) |

|           |           |  |
| Merlin 2’ | Marcatori |  |

| Arbitro: | Silvano (Torino) |

|                                  |           |              |
| Brighenti 31’, 53’ Formentin 73’ | Marcatori | 54’ Dagianti |

| Arbitro: | Pieri (Trieste) |

|                                          |           |  |
| Lovagnini 75’ Trerè 82’ Piana 90’ (rig.) | Marcatori |  |

| Arbitro: | Parpaiola (Padova) |

|                                                       |           |                                       |
| Merlin 1’ Sifredi 20’ Buzzegoli 34’ Bonomi 49’ (aut.) | Marcatori | 37’, 70’ Carapellese 40’ Santagostino |

| Arbitro: | Cicardi (Lecco) |

|                              |           |  |
| Rispoli 34’ (aut.) Magni 87’ | Marcatori |  |

| Arbitro: | Silvano (Torino) |

|                 |           |  |
| Merlin 20’, 27’ | Marcatori |  |

| Arbitro: | Pera (Firenze) |

|              |           |  |
| Brunella 50’ | Marcatori |  |

| Arbitro: | Scotto (Savona) |

|           |           |  |
| Merlin 4’ | Marcatori |  |

## Statistiche

### Statistiche di squadra
| Competizione | Punti | In casa | In casa | In casa | In casa | In casa | In casa | In trasferta | In trasferta | In trasferta | In trasferta | In trasferta | In trasferta | Totale | Totale | Totale | Totale | Totale | Totale | DR  |
| Competizione | Punti | G       | V       | N       | P       | Gf      | Gs      | G            | V            | N            | P            | Gf           | Gs           | G      | V      | N      | P      | Gf     | Gs     | DR  |
| ------------ | ----- | ------- | ------- | ------- | ------- | ------- | ------- | ------------ | ------------ | ------------ | ------------ | ------------ | ------------ | ------ | ------ | ------ | ------ | ------ | ------ | --- |
| Serie A      | 34    | 20      | 13      | 4       | 3       | 39      | 21      | 20           | 0            | 4            | 16           | 7            | 42           | 40     | 13     | 8      | 19     | 46     | 63     | -17 |

### Andamento in campionato
| Giornata  | 1  | 2 | 3  | 4  | 5 | 6 | 7  | 8  | 9  | 10 | 11 | 12 | 13 | 14 | 15 | 16 | 17 | 18 | 19 | 20 | 21 | 22 | 23 | 24 | 25 | 26 | 27 | 28 | 29 | 30 | 31 | 32 | 33 | 34 | 35 | 36 | 37 | 38 | 39 | 40 | 41 | 42 |
| --------- | -- | - | -- | -- | - | - | -- | -- | -- | -- | -- | -- | -- | -- | -- | -- | -- | -- | -- | -- | -- | -- | -- | -- | -- | -- | -- | -- | -- | -- | -- | -- | -- | -- | -- | -- | -- | -- | -- | -- | -- | -- |
| Luogo     | -  | C | T  | T  | C | T | T  | C  | T  | T  | C  | T  | C  | T  | C  | C  | T  | C  | T  | C  | T  | -  | T  | C  | C  | T  | C  | C  | T  | C  | C  | T  | C  | T  | C  | T  | T  | C  | T  | C  | T  | C  |
| Risultato | -  | V | P  | N  | V | N | P  | N  | P  | N  | V  | P  | V  | P  | V  | P  | P  | N  | P  | P  | P  | -  | P  | V  | N  | P  | V  | V  | N  | P  | N  | P  | V  | P  | V  | P  | P  | V  | P  | V  | P  | V  |
| Posizione | 14 | 8 | 12 | 13 | 8 | 8 | 11 | 11 | 17 | 14 | 11 | 14 | 12 | 15 | 11 | 16 | 16 | 15 | 16 | 17 | 19 | 20 | 20 | 19 | 19 | 19 | 19 | 16 | 15 | 18 | 17 | 18 | 16 | 19 | 16 | 18 | 19 | 19 | 19 | 18 | 19 | 19 |

Fonte:  Serie A 1947/1948 – Classifiche, su calcio.com.
Legenda:

Luogo: N = Campo neutro; C = Casa; T = Trasferta. Risultato: R = Rinviata; V = Vittoria; N = Pareggio; P = Sconfitta.
- = Turno di riposo.

### Statistiche dei giocatori
Sono in corsivo i calciatori che hanno lasciato la società a stagione in corso.
| Giocatore       | Serie A  | Serie A |
| Giocatore       | Presenze | Reti    |
| --------------- | -------- | ------- |
| C. Benedetti    | 25       | 0       |
| I. Buzzegoli    | 36       | 6       |
| V. Dagianti     | 35       | 1       |
| M. Gambazza     | 15       | -22     |
| S. Grassi       | 2        | 0       |
| C. Jacovazzo    | 26       | 0       |
| N. Lombardi     | 0        | -0      |
| V. Margiotta    | 19       | 3       |
| V. Masci        | 25       | -41     |
| R. Merlin       | 21       | 10      |
| P. Morisco      | 12       | 5       |
| E. Onorato      | 39       | 6       |
| R. Pastori      | 32       | 0       |
| A. Piccinini    | 32       | 0       |
| S. Rispoli      | 15       | 0       |
| J. A. Rodríguez | 10       | 0       |
| S. Rossi        | 19       | 4       |
| A. Sifredi      | 13       | 4       |
| J. C. Surano    | 1        | 0       |
| R. Tori         | 30       | 0       |
| S. Vaschetto    | 32       | 6       |
| V. Volpe        | 1        | 0       |